# クロロビウム門
クロロビウム門（Chlorobiota）は、緑色硫黄細菌を中心としたグラム陰性細菌の門である。
長く偏性嫌気性の光合成細菌である緑色硫黄細菌として知られていたグループである。2010年に長野県の湯俣温泉から通性嫌気性の従属栄養細菌であるIgnavibacterium albumが報告され、イグナウィバクテリウム綱が設置されている（ただし2013年にイグナウィバクテリウム門として独立させるべきとする説が出ている）。2018年7月現在、記載種は緑色硫黄細菌が1科6属14種、イグナウィバクテリウム綱が2科2属2種である。